# 革命工人党 (秘鲁)
革命工人党（西班牙語：Partido Obrero Revolucionario，缩写为POR）是秘鲁历史上第一个托洛茨基主义政党。该党成立于1944年，当时取名为马克思主义工人团体；1946年，改名为革命工人党。1952年，该党遭到独裁者曼努埃尔·奥德里亚的镇压，组织活动基本停止，直到1956年奥德里亚下台。此后，该党事实上分裂为两个党，一个参加第四国际国际书记处，另一个参加第四国际国际委员会。1963年，第四国际国际书记处派和第四国际国际委员会派中纳韦尔·莫雷诺的支持者重新联合。该党曾是第四国际波萨达斯主义者的成员。